# Herbertina eumeta
Herbertina eumeta är en fjärilsart som beskrevs av Druce 1900. Herbertina eumeta ingår i släktet Herbertina och familjen tandspinnare. Inga underarter finns listade i Catalogue of Life.